# Karim Hendawy
Karim Hendawy (El Cairo, 11 de mayo de 1988) es un jugador de balonmano egipcio que juega de portero en el Zamalek SC. Es internacional con la selección de balonmano de Egipto.

## Palmarés

### Selección egipcia
| Campeonato Africano  | Campeonato Africano | Campeonato Africano | Campeonato Africano |
| Año                  | Lugar               | Medalla             |                     |
| -------------------- | ------------------- | ------------------- | ------------------- |
| 2016                 | Egipto              | Medalla de oro      |                     |
| 2018                 | Gabón               | Medalla de plata    |                     |
| 2020                 | Túnez               | Medalla de oro      |                     |
| 2022                 | Egipto              | Medalla de oro      |                     |
| 2024                 | Egipto              | Medalla de oro      |                     |
| Juegos Mediterráneos |                     |                     |                     |
| Año                  | Lugar               | Medalla             |                     |
| 2022                 | Orán                | Medalla de plata    |                     |

### Zamalek
- Liga de Egipto de balonmano (3): 2009, 2010, 2016
- Copa de Egipto de balonmano (2): 2008, 2016
- Liga de Campeones de África de balonmano (3): 2011, 2015, 2017
- Recopa de África de balonmano (4): 2009, 2010, 2011, 2016
- Supercopa de África de balonmano (3): 2010, 2011, 2012

### Beşiktaş
- Liga de Turquía de balonmano (2): 2018, 2019
- Copa de Turquía de balonmano (2): 2018, 2019
- Supercopa de Turquía de balonmano (2): 2018, 2019

## Clubes
| Club                  | País                | Año         |
| --------------------- | ------------------- | ----------- |
| Zamalek SC            | Egipto              | - 2017      |
| Beşiktaş SK           | Turquía             | 2017 - 2019 |
| HCM Constanța         | Rumania             | 2019 - 2020 |
| Eurofarm Pelister     | Macedonia del Norte | 2021        |
| Zamalek SC            | Egipto              | 2021 - Act. |
| Khaleej Club (cedido) | Arabia Saudita      | 2022        |